# Pierre-Raymond Villemiane
Pierre-Raymond Villemiane (* 12. März 1951 in Pineuilh) ist ein ehemaliger französischer Radrennfahrer und nationaler Meister im Radsport.

## Sportliche Laufbahn
Villemiane war im Straßenradsport aktiv. Als Amateur gewann er rund 180 Straßenrennen. Darunter waren Etappensiege in der Route de France und in der Tour de Limousin 1972, in der Tour des Alpes de Provence und in der Tour de Limousin (zweifach) 1973. Er gewann das Etappenrennen Tour des Alpes de Provence 1973 und das Eintagesrennen Prueba Villafranca de Ordizia 1972. In der Tour de l’Avenir 1972 kam er auf den 7. Platz.
1976 wurde er Berufsfahrer im Radsportteam Gitane-Campagnolo und blieb bis 1983 als Radprofi aktiv. 1980 gewann er die nationale Meisterschaft im Straßenrennen.
Villemiane holte Etappensiege in der Tour de France 1977, 1979 und 1982. Dank seiner Endschnelligkeit gelangen ihm weitere Etappensiege in der Tour de Corse cycliste, im Grand Prix Midi Libre, in der Tour du Limousin 1977, in der Tour du Tarn und in der Tour du Vaucluse 1978, im Étoile des Espoirs 1979 sowie in Tour de Tarn 1980. In der Rundfahrt Tour de Tarn war er 1978 in der Gesamtwertung erfolgreich. Das Eintagesrennen Grand Prix de Plouay gewann er 1978, Paris–Camembert 1980, Châteauroux–Limoges 1981, das Rennen Polymultipliée sowie den Grand Prix de Monaco 1982. Zweite Plätze holte Villemiane bei Paris–Bourges 1977 hinter Régis Delépine, in der Polymultipliée 1979 hinter Joop Zoetemelk, in der Tour de l’Aude und in der Route nivernaise 1979 und im Grand Prix de Cannes 1981. Dritter wurde er in der Tour du Vaucluse und der Polymultipliée 1978, im Grand Prix Midi libre und in der Tour de l’Aude 1979 sowie bei Paris–Bourges 1982. Villemiane bestritt alle Grand Tours.

## Grand Tours
| Grand Tour            | 1977 | 1978 | 1979 | 1980 | 1981 | 1982 | 1983 |
| --------------------- | ---- | ---- | ---- | ---- | ---- | ---- | ---- |
| Vuelta a EspañaVuelta | –    | –    | –    | –    | –    | 6    | –    |
| Giro d’ItaliaGiro     |      |      |      | –    | –    | –    | 38   |
| Tour de FranceTour    | 15   | 31   | 13   | 70   | –    | 55   | –    |